# MyEclipse
A MyEclipse 2014 egy kereskedelmileg elérhető Java EE és Ajax IDE, melyet Genuitec cég hozott létre és tart karban. Ez a cég az egyik alapító tagja az Eclipse Foundation.
A MyEclipse az Eclipse platformra épül 
és integrálja mind a kereskedelmi, mind a nyílt forráskódú részeket a fejlesztői környezetbe.
A MyEclipse-nek két elsődleges verziója létezik (eltekintve következőktől: a "Blue Edition és a "MyEclipse Spring Edition): professzionális és sztenderd kiadás. A sztenderd kiadás további adatbázis eszközöket, vizuális web tervező, perzisztencia eszközöket, Spring eszközöket, Struts és JSF eszközöket és számos más funkciót ad  hozzá az alap Eclipse Java Developer profilhoz. A MyEclipse vetekszik a Web Tools Projekttel, amely része magának az Eclipse-nek, de a MyEclipse teljesen szeparált projekt és attól különböző funkció halmazt kínál.
A MyEclipse 2015 Continuous Integration Stream version 7 (2014. november 13.) jelenleg elérhető a fejlesztők számára, akik a MyEclipse legutolsó verzióját akarják használni a rendszeres frissítések engedélyezésével.
MyEclipse elérhető a Secure Delivery Center-en keresztül, amely technológia a Pulse (ALM)-ból nőtt ki, és egy provisioning eszköz melyet az Eclipse Szoftver tart karban, olyan profil, amit a MyEclipse is használ. Továbbá a MyEclipse az IBM termékek testre szabott változatát is nyújtja "MyEclipse Blue Edition", amely speciális támogatást nyújt a Rational Software-hez és a WebSphere fejlesztéshez. Jelenleg ez a változat elérhető Windows-hoz és Linux-hoz, de Mac változat nem támogatott.
2011 júliusában a Genuitec kiadta a MyEclipse "Bling"-et, amely kombinálta a MyEclipse Blue Edition és MyEclipse for Spring termék vonalakat egy egységesített termékbe.
2015 januárjában Genuitec elindította a MyEclipse China oldalt (www.myeclipsecn.com) hogy a valódi MyEclipse szoftvert biztosíthassák a Kínában lévő nagy felhasználói bázisnak.

## Funkciók a 2014-es verzióban

### Ami a sztenderd kiadásból hiányzik
A funkciók, melyek ide tartoznak (kivéve a sztenderd kiadást):
- Javascript debugger
- Matisse4MyEclipse - a NetBeans GUI design tool-on alapul (korábban  Matisse-ként ismert)
- UML támogatás
- Maven4MyEclipse - Apache Maven 2 alapú
- adatbázis konnektorok a következőkhöz: Oracle Database, MySQL, Microsoft SQL Server, Sybase
- HTML 5 mobil eszközök
- REST API felhő alapú eszközök

### Ami a Spring vagy Bling kiadásokból hiányzik
A funkciók melyek ide tartoznak (kivéve a Spring vagy Bling kiadásokat):
- HTML5 Visual Designer
- Apache Cordova (PhoneGap) támogatás

### Minden kiadásban jelen van
Néhány funkció, mely minden kiadásban benne van:
- Ajax eszközök
- Java Persistence eszközök: Hibernate, TopLink, Apache OpenJPA
- Spring keretrendszer eszközök
- Apache Struts Designer
- JavaServer Faces Designer
- alkalmazásszerver konnektorok
- JavaServer Pages fejlesztés
- Enterprise JavaBeans 3.0 támogatás
- Cascading Style Sheets editor
- JSTL támogatás
- J2EE fejlesztőeszközök

## Közösen forgalmazott termékek
A MyEclipse for Spring-et közösen fejlesztették a Skyway Software-rel.